# 世界アンチ・ドーピング機構
世界アンチ・ドーピング機構（せかいアンチ・ドーピングきこう、英語: World Anti-Doping Agency, WADA、フランス語: Agence mondiale antidopage, ama）は、反ドーピング（薬物使用）活動を世界的規模で推進するために設立された、独立した国際的機関。世界アンチドーピング機構、世界反ドーピング機構、世界反ドーピング機関などとも表記される。

## 背景
1968年のメキシコオリンピックおよびグルノーブルオリンピックで初めてドーピング検査が実施されて以降、アンチ・ドーピング活動は国際オリンピック委員会 (IOC)と各競技団体の主導で行われてきた。
1998年のツール・ド・フランスにおいて、チーム主導による組織的なドーピング違反が複数発覚し、選手・チームスタッフ10名以上がフランス警察に逮捕された (通称：フェスティナ事件) 。これをきっかけに、翌1999年に、国際オリンピック委員会 (IOC)の主催で行われた「スポーツにおけるドーピングに関する世界会議」において採択された「ローザンヌ宣言」に基づき、1999年11月にWADAが設立された。

## 活動内容
禁止薬物リスト・検査・分析などの国際的なドーピング検査基準やドーピング違反の罰則規定の統一化、アンチ・ドーピング活動に関する教育・啓発活動等を目的として設立。スポーツ界だけでなく、各国政府や公的機関とも協力しながら、アンチ・ドーピング活動を行っている。
フェスティナ事件までIOCが主幹として取り締まっていたドーピング検査はWADAが行うようになり、2003年3月にはIOC医事規程からWADA規程（WADA Code）が正式なルールとして採用される。WADAに反発していた国際サッカー連盟 (FIFA) も、2006年6月に、条件付ながらWADAの統一基準受け入れに合意した。
競技者から採取され検体の分析は、WADAが各国において公認する機関（現在は33機関）に委託されており、日本ではLSIメディエンスが唯一の公認機関となっている。なお、公認機関の検査精度などに問題がある場合は、WADAが公認を取り消す場合もある。ドーピング検査は、競技の場で行われるものの他に時間や場所の通告なしで行われる抜き打ち検査がある。プライベートな場で検査を要求される選手側にとっては、不快を感じることやトラブルに発展することもある。
2008年にWADA規程に準拠する国際自転車競技連盟 (UCI) の管轄下のレースにおいてドーピング検査を対象とする抗議行動が発生。これはロードレース選手のケビン・ファンインプに対して通常の抜き打ち検査が行われたが、この検査が自身の息子の葬儀と重なっていたことに対して、チームメイトと他チームの選手が団結して抗議したもの。
2014年12月にドイツの放送局がロシアの陸上選手のドーピング疑惑を報じたことを受け、独立委員会を設置。2015年11月9日に独立委員会は国家ぐるみでロシアがドーピングを行っているという報告書を発表した。報告書には、検査の際に前もってコーチや選手に検査が通告されていた、1400件以上の検体が廃棄されていたなど、ドーピング検査の実態が浮き彫りになっていた。この報告書は、モスクワ反ドーピング研究所の公認取り消し、WADAのロシア反ドーピング機関への不適格認定、さらに世界陸連のロシアへの出場資格停止処分、2018年平昌オリンピックへの参加禁止など波紋を呼んだ。
2020年、アメリカ麻薬取締政策局は、世界アンチ・ドーピング機構の改革を提言。行われない場合には、機構への資金拠出を保留することを主張した。これに対して機構側は、資金拠出が停止された場合、アメリカのアスリートがオリンピックを含む国際競技大会に出場できなくなることを示唆した。

## 歴代会長
| 代 | 出身国         | 会長                 | 在任                            |
| -- | -------------- | -------------------- | ------------------------------- |
| 1  | カナダ         | ディック・パウンド   | 1999年11月10日 – 2007年12月31日 |
| 2  | オーストラリア | ジョン・フェイヒー   | 2008年01月01日 – 2013年12月31日 |
| 3  | イギリス       | クレイグ・リーディー | 2014年01月01日 – 2019年12月31日 |
| 4  | ポーランド     | ヴィトルト・バンカ   | 2020年01月01日 –                |

## 和訳名
この組織の日本語翻訳名は、以下のようなものがある。
- 世界アンチ・ドーピング機構（ここでの項目名） - 文部科学省[12]、公益財団法人日本アンチ・ドーピング機構[13]、日本記者クラブ[14]
- 世界アンチドーピング機構（中黒なし） - 日本テレビ[15]、NHK[16]、テレビ朝日[17]
- 世界ドーピング防止機構 - スポーツ庁[18]
- 世界アンチ・ドーピング機関 -
- 世界アンチドーピング機関（中黒なし） -
- 世界反ドーピング機構 - 読売テレビ[19]
- 世界反ドーピング機関 - 産経新聞社[20]、朝日新聞社[21]、共同通信社[22]、TBS[23]
- 国際反ドーピング連盟 -

一部では、「アンチ」「反」を省略し、「世界ドーピング機構（機関）」とも表記される。
WADAの読み方は、「ダブリュー・エイ・ディー・エイ」と「ワダ」の二通りがあるが、放送業界では「ワダ」が一般的である。